# Dane Cook
Pour les articles homonymes, voir Cook.
Dane Cook est un acteur, producteur, réalisateur, scénariste et artiste de stand-up américain, né le 18 mars 1972 à Boston.

## Biographie
Dane Cook a adopté un signe de ralliement : le Sufi (pour "Super Finger"), une variante du doigt d'honneur rassemblant le majeur et l'annulaire. Son sens change en fonction du destinataire et de son rapport avec l'auteur du geste.
Selon un sondage du Time, Dane Cook faisait partie en 2006 des 100 personnes les plus influentes aux États-Unis (63e).

## Filmographie

### Comme acteur
- 1997 : Mon copain Buddy (Buddy) : Fair Cop
- 1999 : Spiral : David
- 1999 : Mystery Men : Waffler
- 1999 : Simon Sez : Sauvetage explosif (Simon Sez) : Nick Miranda
- 2002 : Le Talisman (The Touch) : Bob
- 2003 : Windy City Heat (en) (téléfilm) : Roman Polanski
- 2003 : Deux en un (Stuck on You) : Officer Fraioli
- 2004 : Torque, la route s'enflamme (Torque) : Neil Luff
- 2004 : Mr. 3000 : Sausage Mascot (voix)
- 2005 : Service non compris (Waiting...) : Floyd
- 2005 : London : George
- 2006 : Employés modèles : Zack Bradley
- 2007 : Farce of the Penguins : Online Penguin (voix)
- 2007 : Mr. Brooks : Mr. Smith
- 2007 : Charlie, les filles lui disent merci (Le Porte-bonheur au Québec) (Good Luck Chuck) : Charlie
- 2007 : Coup de foudre à Rhode Island (Dan in Real Life) : Mitch Burns
- 2008 : La Copine de mon meilleur ami (My best friend's girl) : Tank
- 2011 : Hawaii Five-0 : Matt Williams
- 2011 : Détention : Principal Verge
- 2013 : Planes : Dusty Crophopper (voix originale)
- 2015 : 400 Days : Cole Dvorak
- 2017 : American Gods : Robbie

### Comme réalisateur
- 2006 : Tourgasm (en) (série télévisée)

### Comme producteur
- 1999 : Spiral

### Comme scénariste
- 1999 : Spiral

## Distinctions

### Récompenses
Il est élu « Big entertainer » de l'année 2006 au gala Big in 06.

### Nominations
Nommé dans les catégories des hommes les plus sexy et incultes du Massachusetts. D'après les sondages il serait dans les 5 premiers.